# Notomantis chlorophana
Notomantis chlorophana är en bönsyrseart som beskrevs av Tindale 1923. Notomantis chlorophana ingår i släktet Notomantis och familjen Mantidae. Inga underarter finns listade i Catalogue of Life.